# Ivan Ostrochovský
Ivan Ostrochovský (ur. 12 listopada 1972 w Żylinie) – słowacki reżyser, scenarzysta i producent filmowy.
Dwa jego filmy, fabularna Koza (2015) oraz dokumentalny Światłowstręt (2023), były oficjalnymi kandydatami Słowacji do Oscara dla najlepszego filmu międzynarodowego, ale ostatecznie obydwa nie zdobyły nominacji.
Dramat Słudzy (2020) miał zaś swoją premierę w ramach sekcji „Spotkania” na 70. MFF w Berlinie.